# Trigonomima pennipes
Trigonomima pennipes là một loài ruồi trong họ Asilidae. Trigonomima pennipes được Hermann miêu tả năm 1914. Loài này phân bố ở miền Ấn Độ - Mã Lai.